# Ludwig Borchardt

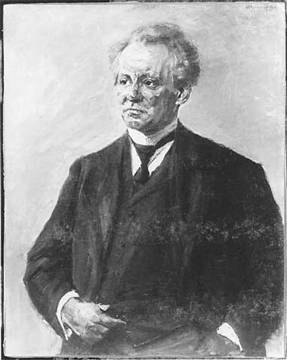

Ludwig Borchardt, född 5 oktober 1863, död 12 augusti 1938, var en tysk egyptolog.
Borchardt blev 1906 direktör för det upprättade institutet för egyptisk fornkuskap i Kairo, och ledde de av Deutsche Orient-Gesellschaft i Abusir (här hittades Abusir papyri) och senare i Tell el-Amarna igångsatta utgrävningarna. 
Borchards huvudverk är Die ägyptische Pflanzensäule (1897), Zur Baugeschichte de Amontepels von Karnak (1905), Kunstwerke aus dem Museum zu Kairo (1908), Das Garbdenkmal des Königs Sahu-Re (2 band, 1910-13), Die Pyramiden (1911), Porträts der Königin Nofret-ete (1923). 
Under en utgrävning 1912 i Amarna påträffade Borchardt Nefertitis byst som idag förvaras på Ägyptisches Museum und Papyrussammlung i Berlin.